# Râul Ciumernicu
Râul Ciumernicu este un curs de apă, afluent al râului Buzău. 

## Hărți
- Harta județului Covasna